# Johan August Schagerström
Johan August Schagerström, född 1818 i Skediga, Bälinge socken, Uppland, död 1867 i Uppsala, var en svensk botanist, konsistorienotarie, docent och tecknare.
Han var gift med Sofia Aurora Björkman. Schagerström har som illustratör utfört ett antal planscher till Johan Arrhenius Elementar-kurs i botaniken som slöjdare tillverkade han en miniatyrsläde i trä som ingår i Upplandsmuseets samling. Han utgav ett flertal böcker inom botanikområdet.